# Sang amb ceba
La sang amb ceba és un plat tradicional de la cuina de les Balears, de Catalunya, del País Valencià i d'altres llocs de la península Ibèrica i de la Conca del Mediterrani. Es fa amb sang bullida (pot ser de pollastre, xai o porc), cebes, herbes aromàtiques (farigola, orenga, pebrella), pebre vermell, oli, sal i aigua. N'hi ha que hi posen tomàquets, al sofregit de la ceba, i també alls, pinyons i bitxos. Com que es tracta d'un plat d'aprofitament està relacionat amb la Pasqua així com amb les matances.